# Hagen Schulze
Hagen Schulze (né le 31 juillet 1943 à Tanger, au Maroc, et mort le 4 septembre 2014) est un historien allemand.
Ses travaux et ses recherches portent sur l'histoire comparative de l'Europe et du nationalisme.

## Œuvres
- Gibt es überhaupt eine deutsche Geschichte? Berlin 1989
- Der Weg zum Nationalstaat. Die deutsche Nationalbewegung vom 18. Jahrhundert bis zur Reichsgründung. München 1985.
- Staat und Nation in der europäischen Geschichte, München 1994
- Phönix Europa. Die Moderne 1740 - 2000, Berlin 1996
- Kleine deutsche Geschichte, München 1998
- Deutsche Erinnerungsorte, 3 Bde., München 2001